# Гитаристка (Вермеер)
Гитаристка (нидерл. De gitaarspeelster) — картина голландского художника Яна Вермеера, выполнена в 1672 году. Хранится в усадьбе Кенвуд-хаус, что расположена в лондонском районе Хампстед. Картину не следует путать с копией, которая называется «Дама, играющая на гитаре», работы неизвестного художника, что сейчас хранится в фондах Художественного музея Филадельфии. Картина «Гитаристка» была украдена в 1974 году повстанцами из ИРА и позже возвращена.

## Описание
Смысловой строй композиции Вермеер выполнил в нетипичной форме. Девушку, играющую на гитаре, художник расположил, значительно сместив влево, так что её левая рука не поместилась целиком. Как и в прежних работах, формы снова чётко определены, и пальцы девочки, играющей на гитаре, и рамка картины на стене. Плоскости и геометрические штрихи выполнены в стиле импасто. Девочка повёрнута корпусом вправо, губы отображают улыбку, склонённая к инструменту голова призвана демонстрировать наслаждение от игры на инструменте. Картина на заднем плане выполнена в жанре пасторального пейзажа, сродни творчеству Адриана Ван де Вельде, призвана дополнить настроение безмятежности. Музыкальный инструмент в руках играющей девочки — это испанская гитара, с пятью струнами, которая обрела популярность с XV века. Утренний пиджак, изображенный на этой картине, напоминает пять отдельных картин Вермеера, три из которых — «Дама, пишущая письмо» , «Хозяйка и служанка» и «Женщина с жемчужным ожерельем». Тонкие пятна серой и желтой свинцово-оловянной краски классифицируют абстрактный узор, который устанавливает складки на ткани пиджака и меховую отделку. Приверженность Вермеера к изображению игры света и тени можно признать по темно-коричневым теням, нарисованным на правой руке и плече девушки. Историки приходят к выводу, что мех на пиджаке был сделан не из горностая, а либо из кошки или белки.